# Grand Prix Monako 1933

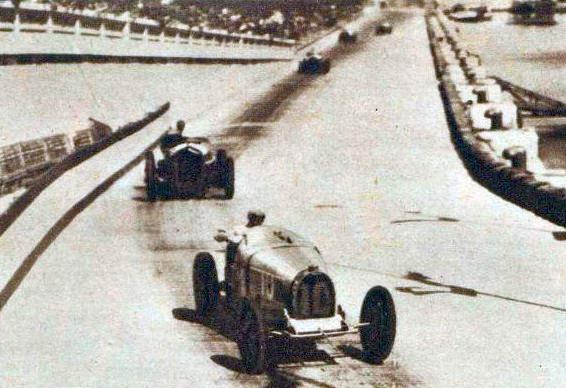
Achille Varzi i Tazio Nuvolari podczas Grand Prix Monako 1933

Grand Prix Monako 1933 (oryg. V Grand Prix de Monaco) – jeden z wyścigów Grand Prix rozegranych w 1933 roku, a pierwszy spośród tzw. Grandes Épreuves.

## Lista startowa
Na niebieskim tle kierowcy, którzy nie wzięli udziału w kwalifikacjach, lecz współdzielili samochód w czasie wyścigu
| Nr | Kierowca                | Zespół                 | Samochód         | Silnik             |   |
| -- | ----------------------- | ---------------------- | ---------------- | ------------------ | - |
| 2  | Rudolf Caracciola       | Scuderia C.C.          | Alfa Romeo Monza | Alfa Romeo 2.3 S-8 | ? |
| 4  | Henry Birkin            | Bernard Rubin          | Alfa Romeo Monza | Alfa Romeo 2.3 S-8 | ? |
| 6  | Earl Howe               | Earl Howe              | Bugatti T51      | Bugatti 2.3 S-8    | ? |
| 8  | René Dreyfus            | Automobiles E. Bugatti | Bugatti T51      | Bugatti 2.3 S-8    | ? |
| 10 | Achille Varzi           | Automobiles E. Bugatti | Bugatti T51      | Bugatti 2.3 S-8    | ? |
| 12 | William Grover-Williams | Automobiles E. Bugatti | Bugatti T51      | Bugatti 2.3 S-8    | ? |
| 14 | Benoît Falchetto        | prywatny               | Bugatti T51      | Bugatti 2.3 S-8    | ? |
| 16 | Louis Chiron            | Scuderia C.C.          | Alfa Romeo Monza | Alfa Romeo 2.3 S-8 | ? |
| 18 | Philippe Étancelin      | prywatny               | Alfa Romeo Monza | Alfa Romeo 2.3 S-8 | ? |
| 20 | Marcel Lehoux           | prywatny               | Bugatti T51      | Bugatti 2.3 S-8    | ? |
| 22 | Jean-Pierre Wimille     | prywatny               | Alfa Romeo Monza | Alfa Romeo 2.3 S-8 | ? |
| 24 | László Hartmann         | prywatny               | Bugatti T35B     | Bugatti 2.3 S-8    | ? |
| 26 | Baconin Borzacchini     | Scuderia Ferrari       | Alfa Romeo Monza | Alfa Romeo 2.6 S-8 | ? |
| 28 | Tazio Nuvolari          | Scuderia Ferrari       | Alfa Romeo Monza | Alfa Romeo 2.6 S-8 | ? |
| 30 | Eugenio Siena           | Scuderia Ferrari       | Alfa Romeo Monza | Alfa Romeo 2.3 S-8 | ? |
| 32 | Carlo Felice Trossi     | Scuderia Ferrari       | Alfa Romeo Monza | Alfa Romeo 2.3 S-8 | ? |
| 34 | Luigi Fagioli           | prywatny               | Maserati 8C 3000 | Maserati 3.0 S-8   | ? |
| 36 | Raymond Sommer          | prywatny               | Maserati 8CM     | Maserati 3.0 S-8   | ? |
| 38 | Goffredo Zehender       | prywatny               | Maserati 8CM     | Maserati 3.0 S-8   | ? |
| Nr | Kierowca                | Zespół                 | Samochód         | Silnik             |   |

## Wyniki

### Kwalifikacje
Źródło: teamdan.com
| Poz. | Nr | Kierowca                | Konstruktor | Czas | Poz. s. |
| ---- | -- | ----------------------- | ----------- | ---- | ------- |
| 1    | 10 | Achille Varzi           | Bugatti     | 2:02 | 1       |
| 2    | 16 | Louis Chiron            | Alfa Romeo  | 2:03 | 2       |
| 3    | 26 | Baconin Borzacchini     | Alfa Romeo  | 2:03 | 3       |
| 4    | 28 | Tazio Nuvolari          | Alfa Romeo  | 2:04 | 4       |
| 5    | 18 | Philippe Étancelin      | Bugatti     | 2:04 | 5       |
| 6    | 8  | René Dreyfus            | Bugatti     | 2:05 | 6       |
| 7    | 34 | Luigi Fagioli           | Maserati    | 2:06 | 7       |
| 8    | 22 | Jean-Pierre Wimille     | Alfa Romeo  | 2:06 | 8       |
| 9    | 20 | Marcel Lehoux           | Bugatti     | 2:07 | 9       |
| 10   | 32 | Carlo Felice Trossi     | Alfa Romeo  | 2:08 | 10      |
| 11   | 38 | Goffredo Zehender       | Maserati    | 2:08 | 11      |
| 12   | 14 | Benoît Falchetto        | Bugatti     | 2:09 | 12      |
| 13   | 6  | Earl Howe               | Bugatti     | 2:09 | 13      |
| 14   | 12 | William Grover-Williams | Bugatti     | 2:11 | 14      |
| 15   | 4  | Henry Birkin            | Alfa Romeo  | 2:11 | 15      |
| 16   | 30 | Eugenio Siena           | Alfa Romeo  | –    | 16      |
| 17   | 36 | Raymond Sommer          | Maserati    | –    | 17      |
| 18   | 24 | László Hartmann         | Bugatti     | –    | 18      |
| Poz. | Nr | Kierowca                | Konstruktor | Czas | Poz. s. |

### Wyścig
Źródło: kolumbus.fi
| P                                                     | + / –     | Nr | Kierowca                | Konstruktor | Okr. | Czas / Strata      | Komentarz |
| ----------------------------------------------------- | --------- | -- | ----------------------- | ----------- | ---- | ------------------ | --------- |
| 1                                                     | Bez zmian | 10 | Achille Varzi           | Bugatti     | 100  | 3h27:49,4          |           |
| 2                                                     | 1         | 26 | Baconin Borzacchini     | Alfa Romeo  | 100  | +2:00,0            |           |
| 3                                                     | 3         | 8  | René Dreyfus            | Bugatti     | 99   | +1 okr             |           |
| 4                                                     | 2         | 16 | Louis Chiron            | Alfa Romeo  | 97   | +3 okr             |           |
| 5                                                     | 5         | 32 | Carlo Felice Trossi     | Alfa Romeo  | 97   | +3 okr             |           |
| 6                                                     | 5         | 38 | Goffredo Zehender       | Maserati    | 94   | +6 okr             |           |
| 7                                                     | 7         | 12 | William Grover-Williams | Bugatti     | 90   | +10 okr            |           |
| 8                                                     | 10        | 24 | László Hartmann         | Bugatti     | 86   | +14 okr            |           |
| Niesklasyfikowani                                     |           |    |                         |             |      |                    |           |
|                                                       |           | 14 | Benoît Falchetto        | Bugatti     | 84   | Tylna oś           |           |
|                                                       |           | 18 | Philippe Étancelin      | Alfa Romeo  | 69   | Wał napędowy       |           |
|                                                       |           | 34 | Luigi Fagioli           | Maserati    | 61   | Gaźnik             |           |
|                                                       |           | 6  | Earl Howe               | Bugatti     | 48   | Tylna oś           |           |
|                                                       |           | 22 | Jean-Pierre Wimille     | Alfa Romeo  | 28   | Hamulce            |           |
|                                                       |           | 20 | Marcel Lehoux           | Bugatti     | 25   | Skrzynia biegów    |           |
|                                                       |           | 36 | Raymond Sommer          | Maserati    | 19   | Korbowód           |           |
|                                                       |           | 4  | Henry Birkin            | Alfa Romeo  | 17   | Dyferencjał        |           |
|                                                       |           | 30 | Eugenio Siena           | Alfa Romeo  | 7    | Sprzęgło           |           |
| Zdyskwalifikowani                                     |           |    |                         |             |      |                    |           |
|                                                       |           | 28 | Tazio Nuvolari          | Alfa Romeo  | 99   | Pomoc zewnętrzna   |           |
| Nie wystartowali / niedopuszczeni do ponownego startu |           |    |                         |             |      |                    |           |
|                                                       |           | 2  | Rudolf Caracciola       | Alfa Romeo  |      | Wypadek w treningu |           |
| P                                                     | + / –     | Nr | Kierowca                | Konstruktor | Okr. | Czas / Strata      | Komentarz |

### Najszybsze okrążenie
Źródło: teamdan.com
| Nr | Kierowca      | Konstruktor | Czas | Okr. |
| -- | ------------- | ----------- | ---- | ---- |
| 10 | Achille Varzi | Bugatti     | 2:03 | 99   |